# SS-Zivilabzeichen

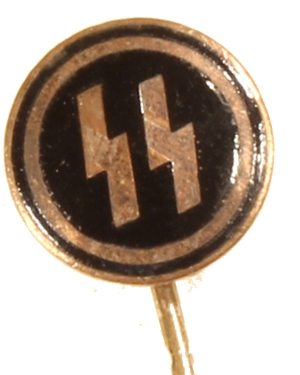
SS-Zivilabzeichen.

SS-Zivilabzeichen var i Tredje riket en utmärkelse som gavs åt veteraner inom SS, i huvudsak inom Sipo.
Utmärkelsen, i form av ett emblem med nål, bars till civil klädsel.

### Webbkällor
- ”SS-Zivilabzeichen” (på engelska). TracesOfWar. STIWOT (Stichting Informatie Wereldoorlog Twee). https://www.tracesofwar.com/awards/2497/SS-Zivilabzeichen.htm. Läst 3 januari 2013.